# Waboku
Waboku（わぼく、7月29日 - ）は、日本の男性アニメーション作家。退廃的な世界観を軸にイラストレーション、アニメーション分野で制作活動を行っている。2015年（平成27年）から活動している。

## 略歴
高校時代は民俗学者になることを夢見ていたが、高校3年生のときに偶然視聴した細田守の映画サマーウォーズに影響を受け、美術系を志すようになり、東京工芸大学芸術学部アニメーション学科に進学した。
19歳のときに、カット割りが速くさまざまなシーンやキャラクターが一挙に出てくる、情報量の多い「ミュージックビデオ」に魅力を感じ、初めてアニメーションMVを作り始めた。Wabokuは当時影響を受けた作品として、中澤一登や森本晃司、田中達之の作品を挙げている。
大学の卒業制作で2015年（平成27年）に『EMIGRE』を制作し、数多くの賞を受賞した。大学卒業後、新卒で入社するもおよそ半年で辞め、フリーランスで数ヶ月過ごしたのち、作家事務所に就職した。
Wabokuの作品を見たボカロPのルワンがミュージックビデオの作品を依頼し、2017年（平成29年）、『ハイタ』のミュージックビデオを手がけた。『ハイタ』はWabokuが作成した最初のミュージックビデオである。Wabokuは『ハイタ』のミュージックビデオを公開してから、仕事の依頼が急増したと述べている。『ハイタ』を公開してからすぐにWabokuのミュージックビデオを観たEveからミュージックビデオ作成を依頼され、2017年（平成29年）11月に『お気に召すまま』が公開された。
2018年（平成30年）春、Waboku初の個展である「Wither」を開催。
2020年（令和2年）春、個展「白亜」を開催した。
2022年（令和4年）12月、オンラインギャラリー「PSY-CLONE」を立ち上げNFTアートの連作『EDEN』をリリースした。
2023年（令和5年）12月末、個展「COPY」を開催した。
2024年（令和6年）は夏にMahおよび田ヶ喜一とともに「DRAGON展」を開催し、11月に個展「PASTA STOCK」を開催した。
2025年（令和7年）12月、作家活動10周年を記念して、個展『10-COUNT』を開催する予定。

## 作風
Wabokuは自らの作品について「退廃」と「寂しさ」が共通するキーワードであると語っている。彩度を落とした色合いや退廃的な世界観が作品の特徴となっている。
ミュージックビデオを作る際には、まず楽曲を聴いてからミュージシャンに盛り込みたい要素などを聞き、その後は自身で楽曲を解釈しながら、そのアーティストの過去の楽曲や共有するイメージを加えてイメージボードを仕上げていくという。例えば、『ハゼ馳せる果てるまで』のミュージックビデオを作成した際には、打ち合わせ時にずっと真夜中でいいのに。のACAねの着用していた服やたたずまいからインスピレーションを受け、ミュージックビデオを作成したとされる。曲を聴き思い浮かんだカットをイメージボードに描き出したあとは、コンテをつくっていくが、「このカットはこういうことを描きたい」という基準でイメージボードで温めた絵を羅列していくという手法をとるという。並び順なども、画面上で連続的にコンテを並べたビデオコンテから模索しているという。
また、Wabokuはミュージックビデオを作成する際にユーモアも意識しているという。Wabokuによれば、ユーモアがあることで「かっこいい描写」が際立つとされ、どの作品にもユーモアを要素の一つとして入れているとされる。また、「かっこいい描写」以外にも「観た人の印象に残る場面」をミュージックビデオ中に作ることを心がけており、MVではキャラクターに喋らせるようにしているとWabokuは述べている。
Wabokuの作るミュージックビデオは「カット数が多い」ことが特徴の一つとして挙げられており、このことについて本人は「カットが多いとスピード感の調節がすごくしやすくて、特にサビは多ければ多いほど疾走感を演出できる」と述べている。

## 人物
過去の作品のなかで一番思い入れが深い作品として「実写のような演出」の完成形にたどり着いた『お気に召すまま』と「動かすカットをなるべく少なくした演出」にこだわった『秒針を噛む』を挙げている。
自身の性格について、「熱しやすく冷めやすいタイプ」と述べており、作品を作成する際には毎回ある程度スタッフを投入して、なるべく3ヶ月以上はかけずにモチベーションが高いうちに仕上げるようにしているという。

## 参加作品

### ミュージックビデオ
- ルワン『ハイタ』MV（2017年）[4]
- Orangestar『快晴 (feat. IA) 』MV（2017年）[14]
- Eve『お気に召すまま』MV（2017年）[5]
- ずっと真夜中でいいのに。『秒針を噛む』MV（2018年）[15]
- Eve『トーキョーゲットー』MV（2018年）[16]
- ずっと真夜中でいいのに。『脳裏上のクラッカー』MV（2018年）[17]
- Eve『闇夜』MV（2019年）[注 2][18]
- 花譜『夜行バスにて』MV（2019年）[19]
- ずっと真夜中でいいのに。『ハゼ馳せる果てるまで』MV（2019年）[4]
- ずっと真夜中でいいのに。『MILABO』MV（2020年）[20]
- ポーター・ロビンソン『Musician』MV（2021年）[21][注 2]
- Eve『退屈を再演しないで』MV（2022年）[22]
- Eve『ぼくらの』MV（2023年） [23]
- トゲナシトゲアリ『黎明を穿つ』MV（2023年）[12]
- ずっと真夜中でいいのに。『クズリ念』MV（2024年）[24]

### その他
- 『EMIGRE』（2015年）[2]
- 『でっけぇ風呂場で待ってます』オープニング映像（2021年）[25]
- 『EDEN』（2022年）[1]
- 株式会社UNICONホールディングス広告イラストレーション（2025年）[26]。

## 受賞歴
| 年     | 対象                 | 賞                                                                     | 結果                     |
| ------ | -------------------- | ---------------------------------------------------------------------- | ------------------------ |
| 2015年 | EMIGRE               | CREATIVE HACK AWARD 2015                                               | ワコム特別賞             |
| 2015年 | EMIGRE               | 第21回学生CGコンテストエンターテインメント部門                         | 最優秀賞                 |
| 2015年 | EMIGRE               | 17th DigiCon6 JAPAN Regional JAPAN Z-axis Award                        | 受賞                     |
| 2015年 | EMIGRE               | いばらきデジタルコンテンツ・ソフトウェア大賞                           | 奨励賞                   |
| 2016年 | EMIGRE               | ASIAGRAPH2016 CGアートギャラリー第二部門                               | 優秀賞                   |
| 2016年 | EMIGRE               | ASIAGRAPH2016 CGアートギャラリー第三部門                               | 最優秀賞                 |
| 2017年 | Celebrator           | 横濱インディペンデント・フィルム・フェスティバル2017アニメーション部門 | 最優秀賞                 |
| 2017年 | VOYNICH              | 北九州デジタルクリエーターコンテス2017                                 | 奨励賞                   |
| 2021年 | ハゼ馳せる果てるまで | 第24回文化庁メディア芸術祭アニメーション部門受賞                       | ソーシャル・インパクト賞 |

## 展示会
- 個展「Wither」（2018年）[6]
- 個展「COPY」（2019年）[8]
- 個展「白亜」（2020年）[7]
- 個展「COPY」（2023年）[8]
- 「DRAGON展」（2024年）[10]
- 個展「PASTA STOCK」（2024年）[9]